# Sibnica (gmina miejska Sopot)
Sibnica (cyr. Сибница) – wieś w Serbii, w mieście Belgrad, w gminie miejskiej Sopot. W 2011 roku liczyła 573 mieszkańców.